# Vulcan, Alba
Vulcan este un sat în comuna Ciuruleasa din județul Alba, Transilvania, România.